# ゲッチャ・バック
「ゲッチャ・バック」（Getcha Back）は、ザ・ビーチ・ボーイズの楽曲である。本曲は1985年に発表されたアルバム『ザ・ビーチ・ボーイズ '85』の1曲目に収録されている。
本曲が作曲されたときにはメンバーの1人デニス・ウィルソンはすでに亡くなっており、それを意識したためかイントロのドラムは打ち込みで行われている。また本楽曲はシングルとしては28位を記録した。

## プレイヤー
- ジョン・エイルダー(John Alder) - ギター
- グラハム・ブロード(Graham Broad) - パーカッション
- スティーヴ・グレンジャー(Steve Grainger) - バリトン・サクソフォーン
- アル・ジャーディン - ボーカル
- ブルース・ジョンストン - ボーカル
- スティーヴ・レヴィン(Steve Levine) - シンセサイザー, ドラムプログラミング
- ジュリアン・ステュワート・リンゼイ(Julian Lindsay) - キーボード
- マイク・ラブ - リード・ボーカル
- テリー・メルチャー(Terry Melcher) - キーボード
- ブライアン・ウィルソン - リード・ボーカル
- カール・ウィルソン - ボーカル